# El Pino de Tormes
El Pino de Tormes ist ein westspanischer Ort und eine Gemeinde (municipio) mit 149 Einwohnern (Stand: 2024) im Osten der Provinz Salamanca in der Region Kastilien und León. Neben dem Hauptort El Pino de Tormes gehört der Weiler Zaratán zur Gemeinde.

## Lage und Klima
Der ca. 770 m hoch gelegene Gemeinde El Pino de Tormes liegt im Süden der altkastilischen Hochebene (meseta). Die Großstadt Salamanca befindet sich knapp 18 km in südöstlicher Richtung entfernt. 
Das Klima im Winter ist durchaus kühl; die geringen Niederschlagsmengen (ca. 486 mm/Jahr) fallen – mit Ausnahme der eher trockenen Sommermonate – verteilt übers ganze Jahr.

## Bevölkerungsentwicklung
| Jahr      | 1970 | 1981 | 1991 | 2001 | 2011 | 2021 |
| Einwohner | 236  | 185  | 165  | 182  | 164  | 158  |

## Wirtschaft
Das wirtschaftliche Leben der Landgemeinde war jahrhundertelang in hohem Maße agrarisch geprägt, doch wurde hauptsächlich zum Zweck der Selbstversorgung produziert – im Umland wurde Getreide ausgesät; Gemüse stammte aus den Hausgärten und auch Viehzucht wurde betrieben. Wenngleich viele Einwohner in Salamanca arbeiten, spielt die Landwirtschaft auch heute noch eine Rolle im Wirtschaftsleben der Gemeinde.

## Sehenswürdigkeiten
- Laurentiuskirche (Iglesia de San Lorenzo)

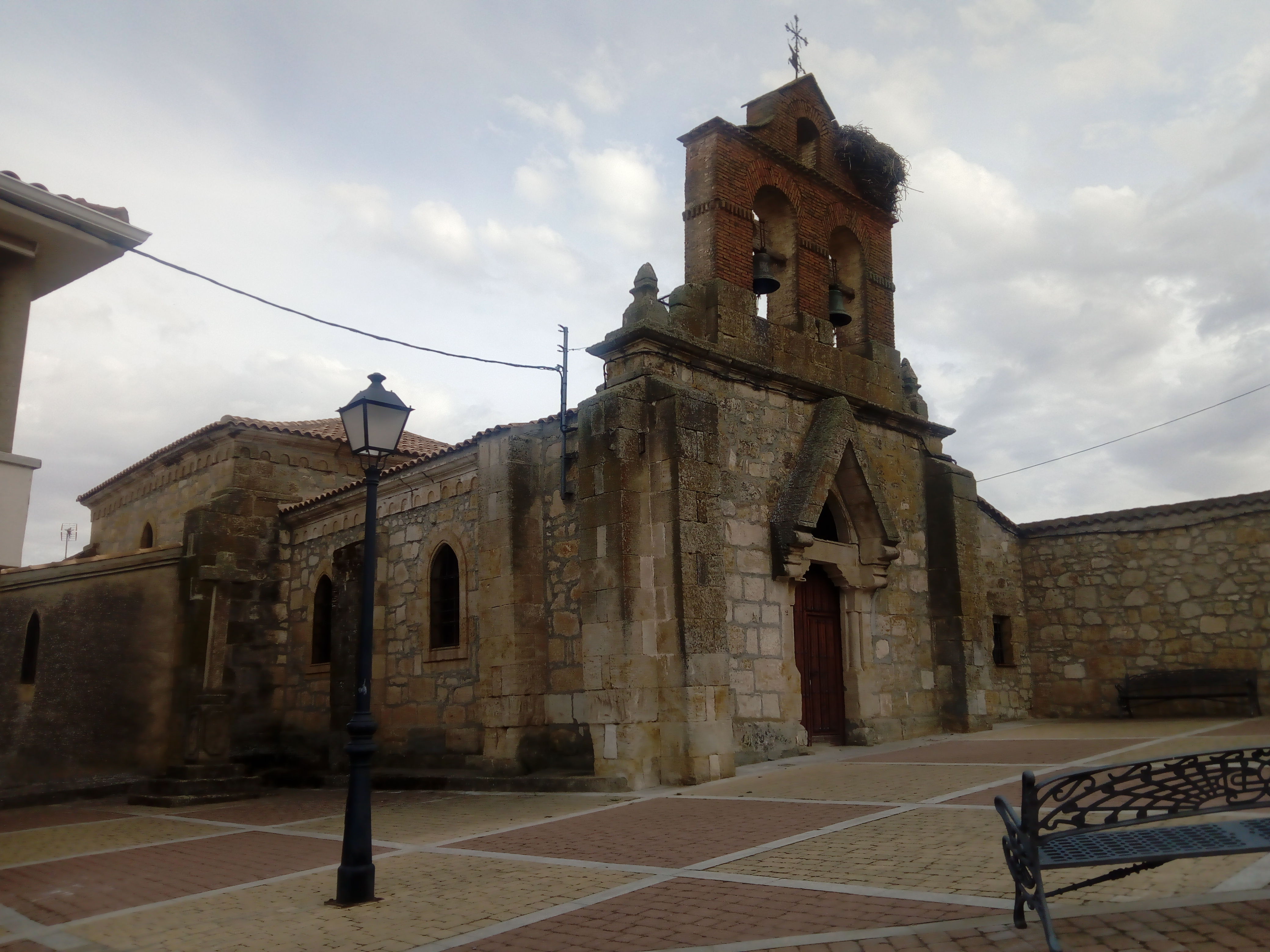
Laurentiuskirche
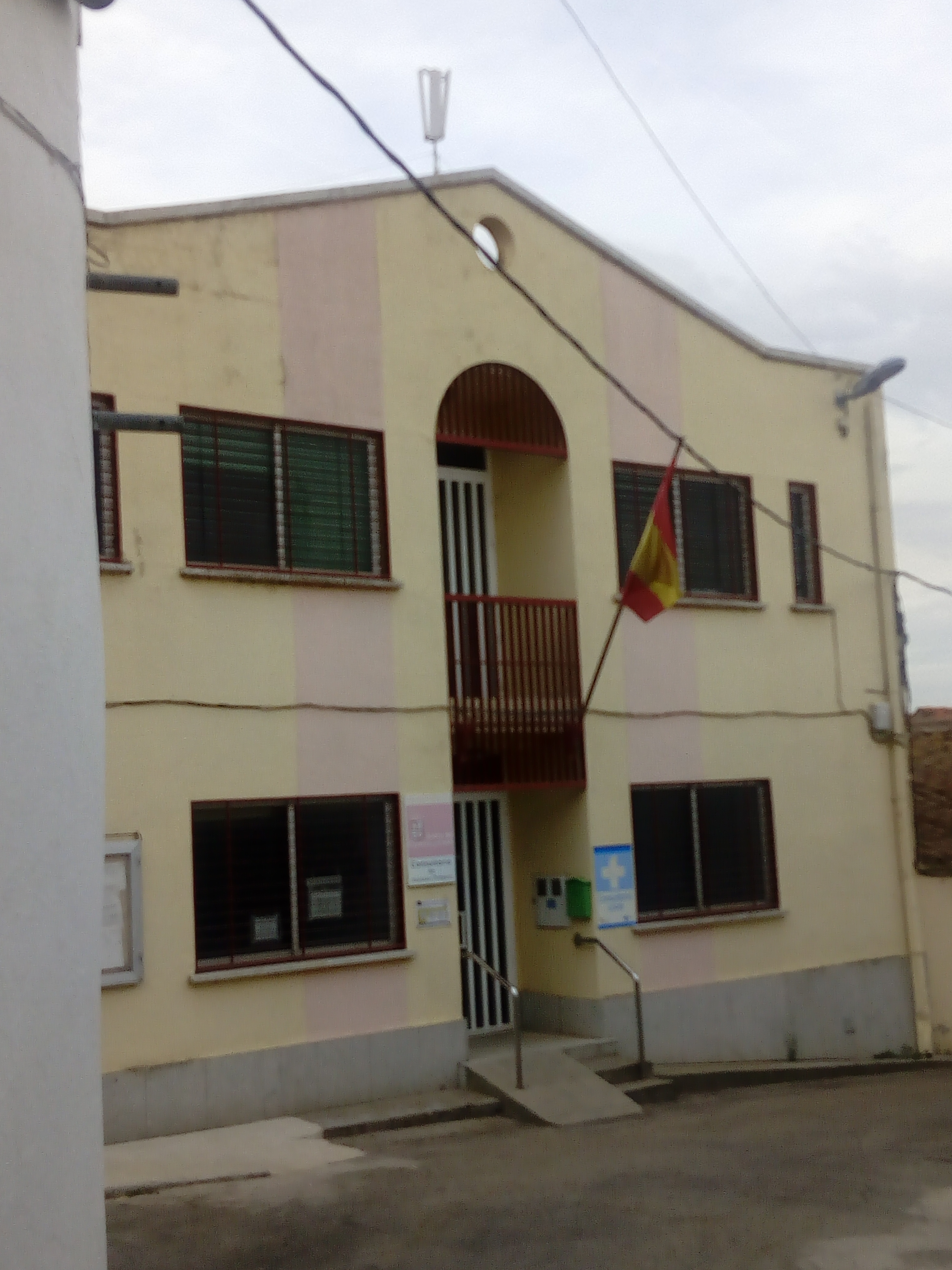
Rathaus